# David Lewis (Designer)
David Whitfield Lewis (* 19. Februar 1939 in London; † 9. November 2011 in Dänemark) war ein Designer, der durch seine Arbeit mit Bang und Olufsen bekannt wurde.

## Leben
Lewis wuchs in London auf und besuchte von 1957 bis 1960 das Central Saint Martins College of Art and Design. Anschließend zog er nach Dänemark. 1965 kam er zu Bang und Olufsen, wo er zunächst als freier Mitarbeiter arbeitete. Er kümmerte sich vor allem um das Design von Audio- und Videosystemen. Sein erstes Werk war der Beolab 5000. Er entwickelte für Bang und Olufsen das Design der Videosysteme LX und MX, verschiedene Lautsprechersysteme sowie Fernbedienungen. In den 1970ern eröffnete er sein eigenes Designstudio in Kopenhagen, arbeitete aber vor allem für Bang und Olufsen. Zu seinen weiteren Kunden gehörte außerdem L. Goof, Vestfrost, Voss und Electrolux.
Seine bekanntesten Werke, der Beocord VX5000, der Subwoofer Beovox Cona der 6-Fach-CD-Wechsler Beosound 9000 und die Lautsprecher Beolab 6000 sind im New Yorker Museum of Modern Art ausgestellt.
Im November 2001 erhielt er den Titel Royal Designer for Industry (RDI). In Dänemark erhielt  2002 den Dannebrogorden sowie den Danish Design Council Award 2003. Sein letztes Werk war der Laptop Asus NX90, den er bei der CeBit 2010 vorstellte. Lewis verstarb am 9. November 2011.

## Preise und Auszeichnungen
- Danish Design Award (ID Prize) (1976, 1982, 1986, 1990, 1994)
- G-Mark Good Design Award (1989, 1990, 1991, 1993, 1994, 1996, 1998)
- G-mark Grand Prix (1992)
- Royal Designer of the Industry (RDI) 2001
- Dannebrogorden 2002 (Ritter)
- Danish Design Council Award 2003